# Shiba Kōkan
Shiba Kōkan  (司馬 江漢?), nato Andō Kichirō (安藤吉次郎?) o Katsusaburō (勝三郎?), (1747 – 19 novembre 1818) è stato un pittore e incisore giapponese.
Appartenente al periodo Edo, famoso sia per lo stile occidentale dei suoi dipinti Yōga, in imitazione della pittura ad olio in stile olandese, sia per i metodi e i temi che dipinse, come Shiba Kōkan e i suoi dipinti in stile ukiyo-e, creati sotto lo pseudonimo di Harushige, ma anche producendo falsi delle opere di Suzuki Harunobu. Si dice che Kōkan si vantasse della sua abilita nell'imitare con tale efficacia il grande maestro. Si impegnò anche in un altro ambito della cultura occidentale (Rangaku), nello specifico nel campo dell'astronomia.

## Vita
Kōkan iniziò la sua carriera artistica all'età di 15 anni, presso la scuola Kanō ad Edo, ma lascia la scuola circa sei anni dopo. Fu influenzato successivamente da Suzuki Harunobu e da Sō Shiseki. Nel 1773 incontrò Hiraga Gennai. Kōkan approfondi ed ottenne la padronanza di stili anche molto differenti tra di loro, fu un grande innovatore, esplorando nuovi metodi e stili propri. Divenne il primo artista giapponese, nel 1783, a usare la calcografia, in una stampa, chiama Vista su Mimeguri. Dopo la morte di Harunobu nel 1770, Kōkan appose la firma di Harunobu su una serie di proprie stampe, che apparentemente vennero accettate al tempo come vere opere di Harunobu. In epoca moderna, gli storici dell'arte hanno notato lo stile calligrafico diverso della firma di Harunobu falsata, l'uso della prospettiva di tipo occidentale e le figure in alcuni frangenti meno delicate, nelle opere di Kōkan sotto il nome del maestro.

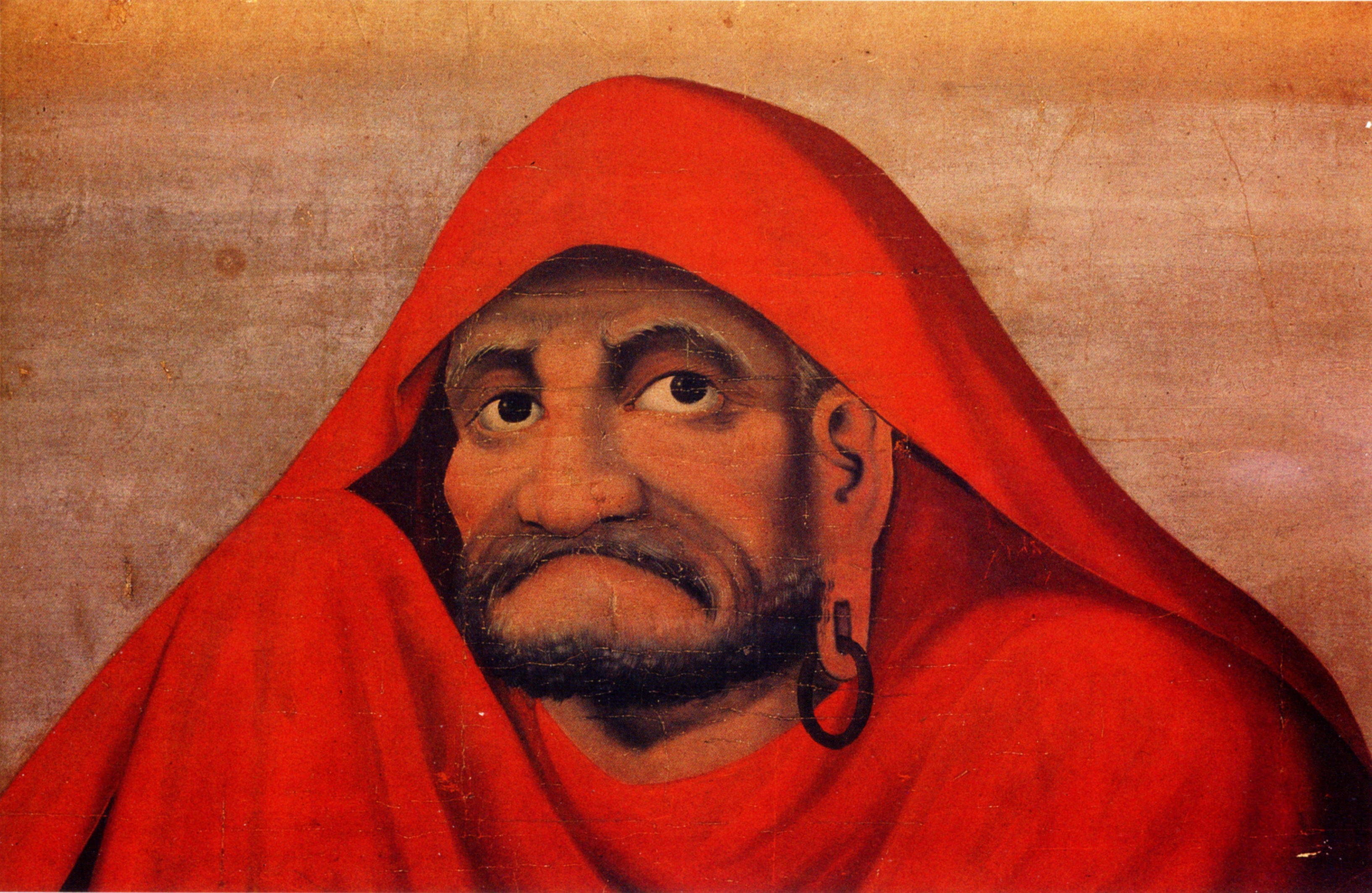
Lohan, di Shiba Kōkan.

Come molti artisti del periodo Edo, Kōkan utilizzò una grande varietà di altri nomi nei diversi frangenti della sua carriera: "Shiba Kōkan", "Suzuki Harushige" e variazioni simili a questi appaiono più frequentemente. Le variazioni includono Shiba Shun e Suzuki Shun, mentre gli altri nomi includono A Fugen-dōjin, Kungaku, Rantei, e come scrittore Shumparō.
Kōkan visse ad Edo, fu studente del rangaku (studio olandese) in aggiunta alla sua attività come artista, e fu interessato in particolare all'astronomia. Scrisse e illustrò un libro sulle teorie di Copernico, intitolato Kopperu temmon zukai (Spiegazione illustrata dell'astronomia di Copernico). Incontrò Hendrik Caspar Romberg, l'ambasciatore olandese in visita pressò lo Shogun ad Edo, ma visitò Nagasaki solo una volta, nel 1788.
Tra i suoi allievi si può menzionare Denzen Aōdō.